# Шошин, Михаил Дмитриевич
Михаил Дмитриевич Шошин (4 сентября 1902 — 3 июня 1975) — русский советский писатель, прозаик. Член Союза писателей СССР (1934). Председатель Ивановского отделения Союза писателей СССР (1943—1951).

## Биография
Родился 4 (17) сентября 1902 года в деревне Яснево Кинешемского уезда Костромской губернии (ныне Вичугский район Ивановской области), из крестьянской семьи.
Окончил сельскую школу, затем начальное училище в селе Новая Гольчиха, с 1918 года стал работать в библиотеке Новой Гольчихи.
В конце 1918 года вступил в комсомол, был председателем первой комсомольскоя ячейки в своей деревне, осенью 1919 года был направлен в Москву делегатом на Второй съезд РКСМ, вернувшись с которого был назначен заведующим политпросвета Кинешемского укома, затем Вичугского райкома, работал рабселькором и был назначен редактором газеты «Рабочая молодежь».
В 1923—1929 годах возглавлял отдел деревенской жизни в кинешемской газете «Приволжская правда». С 1923 года начал выступать с очерками и рассказами.
В 1929—1948 годах работал газете города Иваново «Рабочий край».
В 1932—1933 годах учился на филологическом факультете 2-го МГУ.
В 1934 году был делегатом на Первом съезде писателей СССР, став одним из первых членов Союза писателей СССР. 
В 1943—1951 годах возглавлял Ивановское отделение Союза писателей СССР. Был членом правления Союза писателей РСФСР.
Член ВКП(б) с 1945 года. Награждён орденами Трудового Красного Знамени и «Знак Почёта» (1962).
В течение длительного времени, вплоть до смерти, жил в Иваново в доме № 7 по улице Пушкина.
Умер 3 июня 1975 года.

## Память
Именем М. Д. Шошина названы улицы в Иваново и в райцентре Вичуга.

## Творчество
Печатался с 1923 года. Издано более 40 книг. Автор двух романов «За рекой Выремшей» и «Село Думино», более десятка повестей, рассказов и краеведческих очерков.

Основная тема произведений Шошина — жизнь деревни, судьбы ее людей за годы Советской власти. В романе «Село Думино» созданы правдивые образы колхозных тружеников, сельских коммунистов. Повесть «Девушки выходят замуж» посвящена жизни фабричной молодежи, вопросам морали; повесть «На быстрине» — проблемам современной деревни.

Повести, рассказы и очерки отличаются светлым колоритом, задушевностью тона, красочным народным языком.— Краткая литературная энциклопедия